# Grundbuchberichtigungsanspruch
Ein Grundbuchberichtigungsanspruch besteht, wenn eine Eintragung im Grundbuch nicht mit der wirklichen (materiellen) Rechtslage übereinstimmt. Durch die Unrichtigkeit des Grundbuchs wird der wahre Inhaber eines einzutragenden Rechts in der Ausübung seines Rechts behindert, und es besteht die Gefahr, dass er auf Grund des öffentlichen Glaubens des Grundbuchs durch gutgläubigen Erwerb eines Dritten sein Recht verliert. Dies soll verhindert werden, indem mit Hilfe des Grundbuchberichtigungsanspruchs die Richtigkeit des Grundbuchs wiederhergestellt wird.
Eine Berichtigung hat im Rahmen des § 894 BGB (materielles Recht) und nicht des § 22 GBO (formelles Recht) zu erfolgen, wenn der Aufteilungsplan nicht mit der baulichen Ausführung übereinstimmt (also wenn eine Eintragung im Grundbuch nicht mit der wirklichen (materiellen) Rechtslage übereinstimmt), notfalls also im Klageweg, falls eine notarielle Einigung mit den übrigen Beteiligten nicht möglich ist.

## Unrichtigkeit des Grundbuchs
Eine Unrichtigkeit des Grundbuchs kann sich ergeben, wenn bestehende Rechte (zum Beispiel Eigentum, beschränkte dingliche Rechte wie Dienstbarkeiten oder Grundschulden oder eine Vormerkung) nicht oder mit falschem Inhalt eingetragen sind, wenn nicht bestehende Rechte eingetragen sind, wenn nicht mehr existierende Rechte nicht gelöscht sind oder wenn nicht der richtige Rechtsinhaber eingetragen ist. Beispielsweise kann eine Unrichtigkeit durch Eintragung eines falschen Berechtigten infolge eines unrichtigen Erbscheins entstehen.

## Anspruch
Der Grundbuchberichtigungsanspruch steht demjenigen zu, dessen Recht durch die Unrichtigkeit des Grundbuchs beeinträchtigt ist, etwa dem wahren Rechtsinhaber bei Eintragung eines falschen Berechtigten und dem Eigentümer oder dem Inhaber eines nachrangigen Rechts bei Eintragung einer nicht bestehenden Belastung. Anspruchsgegner ist derjenige, zu dessen Gunsten das dem Anspruchsteller zustehende Recht eingetragen ist, oder zu dessen Gunsten sonst eine das Recht des Anspruchstellers beeinträchtigende Eintragung vorgenommen wurde.

## Durchsetzung
Am einfachsten kann eine Berichtigung des Grundbuchs erreicht werden, falls der wahre Berechtigte seine Rechtsstellung durch öffentliche oder öffentlich beglaubigte Urkunden nachweisen kann. Dann kann in Deutschland einfach beim Grundbuchamt nach § 22 Grundbuchordnung die Berichtigung des Grundbuchs beantragt werden. Zu den dazu entstehenden Gebühren ist auch das Grundbuchamt zur Auskunft verpflichtet, allerdings wird diese Auskunft in der Praxis nicht im Rahmen der Bearbeitung eines Antrages erteilt und kann vom Antragenden dann genehmigt werden, sondern ist nur unabhängig vom Antrag über eine Gebührenordnung oder eine Auskunft der betreffenden Stelle zu erfahren.
Ist ein solcher Nachweis nicht möglich, hat der wahre Berechtigte in Deutschland gemäß § 894 BGB einen Anspruch auf Zustimmung zur Berichtigung des Grundbuches gegen die Person, welche das Grundbuch als Berechtigten ausweist (Grundbuchberichtigungsanspruch; damit korrespondiert oft noch ein Herausgabeanspruch aus ungerechtfertigter Bereicherung). Der Anspruch kann ohne Rechtsstreit dadurch erfüllt werden, dass der zu Unrecht Eingetragene die zur Berichtigung des Grundbuchs erforderliche Eintragungsbewilligung in der erforderlichen Form abgibt. Geschieht dies nicht, muss der wahre Berechtigte den Grundbuchberichtigungsanspruch klageweise geltend machen. Das rechtskräftige Urteil ersetzt dann die Eintragungsbewilligung als grundbuchrechtliche Voraussetzung der Eintragung des wahren Rechtsinhalts im Grundbuch.
Der Grundbuchberichtigungsanspruch ist nach § 898 BGB unverjährbar. Zur einstweiligen Sicherung kann nach § 899 BGB ein Widerspruch gegen die Richtigkeit des Grundbuches eingetragen werden.